# Бухарово
Буха́рово (рос. Бухарово) — присілок у складі Альменєвського округу Курганської області, Росія.
Населення — 165 осіб (2010, 214 у 2002).
Національний склад станом на 2002 рік:
- башкири — 93 %